# Tadej Pogačar
Tadej Pogačar, slovenski poklicni kolesar, * 21. september 1998, Ljubljana.
Pogačar je profesionalni kolesar in od leta 2019 član World Tour ekipe UAE Team Emirates. 
Leta 2025 se je na spomenikih kot prvi kolesar v zgodovini vsaj šestkrat zapored uvrstil na stopničke. Bil je tudi nominiran za Laureus, najprestižnejšo svetovno športno nagrado, a je v družbi Carlosa Alcaraza, Armanda Dulantisa, Leona Marchanda in Maxa Verstappna ostal brez nje. Bil je šele drugi Slovenec s to nominacijo po Tini Maze.
Skupno je osvojil pet Grand Tourov (tritedenskih dirk), pet velikih enotedenskih dirk, devet spomenikov in še dodatnih deset navadnih klasik. Je svetovni prvak in bronast na OI v cestni dirki, državni prvak v cestni dirki (s še tremi državni naslovi v kronometru). Do zdaj je dosegel že 104 profesionalne zmage.
Leta 2024 je postal prvi v zgodovini, ki je dosegel pet najbolj prestižnih zmag v istem koledarskem letu (trojna krona ter dva spomenika) in šele drugi po Fausto Coppiju (1919–60), ki je na katerem od vseh petih spomenikov zmagal najmanj štirikrat zapored. Postal je šele tretji kolesar v zgodovini s prestižno trojno krono (zmaga na Giru, Touru in svetovnem prvenstvu v cestni dirki v istem letu). Šele kot osmi kolesar v zgodovini je v istem letu osvojil dvojček Giro–Tour, pred tem so to dosegli le še Fausto Coppi (1949, 1952), Jacques Anquetil (1964), Eddy Merckx (1970, 1972, 1974), Bernard Hinault (1982, 1985), Stephen Roche (1987), Miguel Indurain (1992, 1993) in Marco Pantani (1998).
Leta 2020 je postal prvi Slovenec z zmago na Dirki po Franciji, naslednje leto pa je zmago ubranil in s tem postal najmlajši dvakratni zmagovalec Toura. Nato je po dveh zaporednih drugih mestih še tretjič (2024) in četrtič (2025) osvojil dirko. Skupno je na Touru osvojil 21 etap, rumeno majico vodilnega je nosil 54 dni, zeleno majico najboljšega po točkah dva dni, pikčasto majico najboljšega hribolazca je osvojil trikrat (26 dni), belo majico najboljšega mladega kolesarja rekordno štirikrat – rekordnih 75 dni. Hkrati je eden redkih, ki je nosil vse tri majice (rumeno, pikčasto in zeleno) hkrati. V svojem debiju na olimpijskih igrah leta 2021 v Tokiu je osvojil prvo kolesarko olimpijsko medaljo za Slovenijo, bron na cestni dirki. Prav tako je bronasto medaljo osvojil na svetovnem prvenstvu, na cestni dirki v Glasgowu (2023). Leta 2024 je v svojem krstnem nastopu osvojil Dirko po Italiji, svojo tretjo tritedensko dirko, roza in modro majico je imel v lasti kar 20 etap, osvojil jih je kar šest, s skupno prednostjo skoraj 10 minut.  
V svoji karieri je osvojil skupno sedem spomenikov, najprestižnejših enodnevnih klasik, največ med aktivnimi kolesarji, od tega tri različne (do popolne zbirke mu tako manjkata le še dva); Dirko po Flandriji (2023), Liège–Bastogne–Liège (2021, 2024) in Dirko po Lombardiji (2021, 2022, 2023, 2024). Prav tako je od sedmih velikih enotedenskih etapnih dirk osvojil tri različne, skupaj štiri; Tirreno–Adriatico (2021, 2022), Pariz–Nica (2023) in Dirko po Kataloniji (2024). Ima tudi vse najpomembnejše domače lovorike, saj je dvakrat zmagal na Dirki po Sloveniji (2021, 2022) in je državni prvak v cestni dirki (2023) ter trikratni državni prvak v kronometru (2019, 2020, 2023).
Je vodilni na svetovni lestvici UCI, tam kraljuje skupno rekordnih 213 tednov (in rekordnih 203 zapored). Rekordnih štirikrat pa je tudi sezono zaključil kot številka 1 na svetu (2021, 2022, 2023, 2024). Julija 2023 je kot prvi v zgodovini UCI svetovne lestvice presegel mejo 7000 točk, maja 2024 pa še mejo 8000 in 9000 točk. Leta 2024 je nato presegel mejo 10.000 in 11.000 točk in leta 2025 še 12.000 ter 13.000 točk.
Po prvi zmagi na Touru so se Pogačarju v Dubaju poklonili s projekcijo njegove podobe na najvišjo stolpnico na svetu Burdž Kalifa, visoko preko 800 metrov. Štiri leta kasneje, po zmagi na Giru pa so se njemu in ekipi poklonili še s projekcijo na eni izmed stolpnic v Abu Dabiju, prestolnici ZAE.

## Življenjepis
Rojen je bil v Ljubljani, mami Marjeti in očetu Mirku Pogačarju in odraščal v šestčlanski družini, v vasi na Klancu pri Komendi, kjer je obiskoval osnovno šolo. Njegovi športni začetki so bili povezani z žogo. Prvih nekaj let osnovne šole je treniral nogomet pri NK Komenda, a se je kaj kmalu odločil za menjavo športa, za kar je najbolj zaslužen njegov prvi trener Miha Koncilja, ki je iskal nove člane za kolesarsko društvo Rog Ljubljana. Decembra 2007, pri dobrih devetih letih, je začel najprej s suhimi zimskimi treningi in prvič prav za prej omenjini klub,dirkal aprila leta 2008 na Trsteniku pri Kranju.
Po zaključeni osnovni šoli se je vpisal na Srednjo strojno šolo v Ljubljani in jo po štirih letih tudi uspešno zaključil. Potem se je vpisal na Fakulteto za športni management v Kranju, a zaradi intenzivnega tekmovalnega ritma med profesionalci študij trenutno miruje. Govori tekoče angleško in italijansko.
S svojo zaročenko, kolesarko Urško Žigart, s katero se je zaročil septembra 2021, trenutno živi v Monaku. Njegov vzornik je Alberto Contador. Ko je odraščal pa je občudoval tudi brata Schleck.

## Kariera

### 2008–2016: Mlajše selekcije
Njegov prvi in edini kolesarski klub pred prestopom med profesionalce je bil KD Rog Ljubljana, katerega član je postal pri 9 letih. V naslednjih letih je treniral pod različnimi trenerji od katerih je od vsakega prejel določeno mero znanja in izkušenj. Čeprav so si bili različni, pa so vsi imeli isti cilj – iz njega narediti dobrega kolesarja. Prvi rezultati segajo v leto 2008, ko je prvo leto tekmoval v kategoriji dečkov C. Svojo prvo dirko je odpeljal v Trsteniku 12. aprila 2008, kjer je v kategoriji dečkov C osvojil 23. mesto. To leto je tekmoval skupaj svojim starejšim bratom Tilnom, večina fantov pa je bila tri leta starejših od njega.
Prvo kolesarsko zmago je dosegel leta 2009 na vzponu na Krvavec in že takrat nakazal, da bo dober kolesar na vzponih. Prvi odmevnejši rezultat v kolesarskih krogih je bila njegova zmaga v kategoriji mlajših mladincev na državnem prvenstvu v Gabrju leta 2014. Leta 2015 je šla njegova pot strmo navzgor v kategoriji starejših mladincev, ko je dobil etapno dirko v Kranju, še posebej leta 2016, ko je z nekaj odmevnimi zmagami nakazal, da se razvija v vrhunskega kolesarja. Najprej etapna zmaga na dirki Pokala nacij v češkem Terezinu, nato z osvojitvijo naslova državnega prvaka v vožnji na čas, z etapno in skupno zmago na zelo odmevni etapni dirki Giro Della Lunigiana v Italiji in še 3. mesto na evropskem prvenstvu v cestni vožnji v francoskem Plumelecu.

### 2017: ROG Ljubljana
Prvo leto v članski kategoriji je nabiral izkušnje in kljub mladosti postal prvi mož ekipe Rog Ljubljana. Najbolj odmeven rezultat v tej sezoni je končno peto mesto na Dirki po Sloveniji, ko se je boril s svetovno znanimi imeni. Obenem je na tej dirki osvojil tudi belo majico za najboljšega mladega kolesarja. Zaradi konstantno dobrih rezultatov je z profesionalno ekipi UAE že podpisal prvo predpogodbo.

### 2018: Ljubljana Gusto Xaurum
Leta 2018 se amatersko moštvo Rog Ljubljana preimenuje v Ljubljana Gusto Xaurum.
Če je bil prvo leto v članski kategoriji cilj nabirati izkušnje, pa je v letu 2018 že zablestel v polnem sijaju in skupno zmagal na treh etapnih dirkah. Najprej v mesecu maju na etapni dirki za pokal narodov, Grand Prix Priessnitz spa na Češkem, avgusta pa je dosegel do takrat enega izmed največjih uspehov slovenskega kolesarstva, ko je na dirki Tour de l' Avenir slavil skupno zmago in se postavil ob bok največjim svetovnim asom. Skupno zmago pa je slavil še na etapni dirki Po Furlaniji. Julija 2018 je z ekipo UAE Team Emirates podpisal pravo pogodbo o sodelovanju. 

### 2019: UAE Team Emirates
S 1. januarjem 2019 se je profesionalni ekipi UAE Team Emirates tudi uradno pridružil. Zaradi izjemnih rezultatov so pogodbo o sodelovanju kmalu podaljšali vse do leta 2023. Prva njegova dirka med profesionalci je bila že 15. januarja v Avstraliji, kjer je na Tour Down Under, kamor se je šel le »učit«, je dosegel skupno 13. mesto.
Povsem nenačrtovano je sledila portugalska enotedenska Dirko po Algarveju kjer so ga v ekipo vpoklicali zaradi bolezni in odpovedi enega od sotekmovalcev. Izjemna zmaga v 2. etapi s ciljem na klanec mu je prinesla tudi rumeno majico, ki je ni izpustil iz rok in po petih etapah slavil skupno in svojo prvo večetapno zmago med profesionalci. Sledila je enodnevna klasika Strade Bianche in Miguel Indurain, nato pa velika enotedenska Dirka po Baskiji, kjer je kljub padcu osvojil skupno šesto mesto v generalni razvrstitvi.
Sledile so ardenske klasike: Amstel Gold Race, Valonska puščica in Liège-Bastogne-Liège.
Za njimi prvi cilj sezone, ki je bil sicer v planu že od začetka, Dirka po Kaliforniji. Tu je tudi prvič nastopil tudi kot kapetan ekipe. Zmagal je v odločilni 6. etapi s ciljem na klanec, prevzel rumeno majico in jo s svojo ekipo tudi ubranil. To je bila njegova prva World Tour in največja zmaga do tedaj.
Junija je sledilo Državno prvenstvo Slovenije v kronometru, kjer je zmagal in oblekel majico državnega prvaka. V istem mesecu je sledila Dirka po Sloveniji, kjer je osvojil skupno 4. mesto in belo majico najboljšega mladega kolesarja na dirki in v veliko pomoč kapetanu Diegu Ullisiju pri osvojitvi zelene majice in skupne zmage. Konec junija pa je potekalo tudi DP v cestni dirki v Radovljici, kjer so imeli veliko številčno prednost pri ekipe Bahrain Merida. Na zelo razgibani progi je osvojil skupno 7. mesto in tudi majico državnega prvaka do U23.
Septembra je nastopil na svoji prvi tridenski dirki Grand Touru, na (Vuelti), kjer je osvojil tri najtežje etapne zmage in skupno tretje mesto, čeprav njegov nastop na tej dirki sploh ni bil predviden. Na dirko je odšel kot pomočnik kapetanu Fabiu Aruju, hitro pa se je sam znašel v vlogi kapetana. Zmagal je v 9. etapi s ciljem na klanec Cortals d'Encamp v izjemno težkih in deževnih razmerah, kjer je del klanca potekal tudi po makadamski podlagi. Zmago je ponovil v 13. etapi z izredno strmim zaključkom na Los Machucos, kjer mu je do cilja uspel slediti samo najboljši kolesar leta 2019, tudi Slovenec, Primož Roglič. Največjo zmago pa je dosegel v predzadnji, 20. etapi, ko je bil na voljo tudi zadnji dan za kakršnekoli spremembe v generalni razvrstitvi. Tekmece je napadel že 38 km pred ciljem in se v solo vožnji s skoraj dvema minutama prednosti veselil še tretje zmage na dirki. Skupno je na koncu na svojem prvem Grand Touru zasedel tretje mesto, oblekel majico najboljšega mladega kolesarja.

### 2020: Prvi Slovenec z zmago Touru
Pogačar je leto 2020 začel z zmago na Dirki po Valenciji, kjer je dobil tudi 2 etapni zmagi. Nekaj tednov kasneje je na Dirki po ZAE zmagal v zadnji etapi in osvojil skupno drugo mesto. Junija je bil na DP v cestni dirki drugi, v kronometru pa je še drugo leto zapored zmagal in ubranil naslov državnega prvaka. Avgusta je bil 4. na Dirki po Dofineji.
Sledil njegov krstni nastop Dirka po Franciji, ki je bil zaradi covida-19, izjemoma prestavljen iz julija na september. Startal je kot eden izmed kolesarjev za skupni seštevek. Začel je dobro, v četrti etapi je zaostal le za Primožem Rogličem in bil skupno 4., a je v sedmi etapi zaradi vetra zaostal za skoraj minuto in pol. 9. etapa je Pogačarju prinesla 1. zmago na touru, z njo se je povzpel na 7. mesto v skupnem seštevku. Nato je v 13. etapi skočil na 2. mesto in zmagal še v 15. etapi. V 20. etapi, na Planche des Belles Filles pa je uprizoril enega najboljših kronometrov kar smo jih videli. Za minuto in 21 sekund pred drugouvrščenim Tomom Dimoulinom in kar 1:56 pred Rogličem, ter s tem osvojil svojo 1. Dirko po Franciji.
Sezono je zaključil z 9. mestom na klasiki Valonska puščica in z 3. mestom na spomeniku Liege-Bastogne-Liege.

### 2021: Osvojil prvi spomenik in drugič Tour
Leto 2021 je bilo doslej najbolj uspešno. Sezono je začel z etapno zmago na "domači" Dirki po ZAE.
Kmalu zatem sezone je osvojil svojo prvo veliko enotedensko dirko v karieri Tirreno–Adriatico. Čez dober mesec je osvojil še svoj prvi spomenik, belgijski Liège–Bastogne–Liège. Junija pa še svojo prvo Dirki po Sloveniji. 
Zatem je sledila še ubranitev naslova Dirke po Franciji, tokrat bolj prepričljivo, saj je nosil rumeno majico vodilnega zadnjih 14 etap, osvojil pa je tudi pikčasto majico za hribolazca in belo majico najboljšega mladega kolesarja. 
Bil je tretji na OI na cestni dirki. Sezono pa je kronal še z zmago na drugem spomeniku na Dirki po Lombardiji.

### 2022: Strade Bianche prvič, Lombardija drugič
Sezono je uspešno začel z zmago Dirki po Združenih arabskih emiratih, domovini svojega matičnega kluba UAE Team Emirates. 
Kmalu zatem je še prvič zmagal na enodnevni klasiki Strade Bianche. Teden kasneje je ubranil lanski Tirreno–Adriatico in tako še drugič v karieri dobil veliko enotedensko dirko. Junija je ubranil in še drugič zmagal na Dirki po Sloveniji. Prvič v karieri je izpustil državno prvenstvo.
Dirko po Franciji je končal na 2. mestu, osvojil belo majico najboljšega mladega kolesarja, osvojil 3 etape, rumeno majico pa je nosil 5 etap.
Dobil je dve jesenski klasiki VN Montréala in Tri doline Vareseja. Za konec sezone je ubranil Dirko po Lombardiji ter osvojil tretji spomenik.

### 2023: Flandrija, Amstel, Valonska puščica, SP (bron)
Osvojil je svojo tretjo veliko enotedensko dirko Pariz–Nica in mesec zatem še svoj tretji različni spomenik z Dirko po Flandriji (skupno pa četrti). Potem je osvojil še dve ardenski klasiki Amstel Gold Race in Valonska puščica. Bil je na dobri poti, da z zmago na spomeniku Liège–Bastogne–Liège, osvoji vse tri ardenske klasike v enem letu, a se je ta prvič v karieri resneje poškodoval, saj je ob veliki hitrosti ob spustu padel in si zlomil zapestje.
Junija je nastopil prvič po zlomu in zelo zahtevni operaciji zapestja, na državnem prvenstvu na Pokljuki, kjer je na kronometru osvojil še tretji naslov državnega prvaka. Tri dni kasneje pa še prvi naslov državnega prvaka v cestni dirki v Radovljici in postal šele drugi v zgodovini ter prvi po Sašu Svibnu (1997) z dvojno krono v istem letu.
Dirko po Franciji je isto kot lani končal na 2. mestu, spet za Vingegardom. Že četrtič (rekordno) je osvojil belo majico najboljšega mladega kolesarja.
V Glasgowu je na izjemno težki 271 km dolgi cestni dirki osvojil še svojo prvo kolajno na svetovnem prvenstvu (bron). V kronometru je bil le 21.
Sezono pa zaključil z Dirko po Emiliji in Tri doline Vareseja; za konec z tretjo zmago na Dirko po Lombardiji ter petim spomenik v karieri.

### 2024: Trojna krona, 2 spomenika, Strade Bianche, Katalonija, Emilija in Montréal
Sezono je povsem podredil dvojčku Giro–Tour ter na začetku sezone odvozil precej manj dirk kot običajno.
Začel je veličastno, z svojo drugo zmago na klasiki Strade Bianche in neverjetnim 81 km solo pobegom. In takoj zatem je na prvem spomeniku sezone, na dirki Milano–San Remo lepo vodil, v ciljnem šprintu pa za pol kolesa moral priznati premoč in končal kot tretji (in za las zgrešil svoj 4. različni spomenik v karieri).
Nato pa osvojil še svojo tretjo različno (skupno četrto) veliko enotedensko dirko, Po Kataloniji, kjer je premočno zmagal kar z 4 osvojenimi etapami. Sledila je daljša, skoraj enomesečna pavza, nakar se je vrnil na zanj zaklet spomenik Liège–Bastogne–Liège, ki ga je osvojil že drugič (skupno šestega).
Na svojem prvem nastopu na tritedenski Grand Tour dirki (Giro), je premočno zmagal in osvojil svojo skupno tretjo tritedensko dirko (drugo različno) in tekmece suvereno premagal z prednostjo skoraj 10 minut. Osvojil je tako roza majico za skupni seštevek, ki jo je nosil kar 20 etap (vse od druge naprej), kot tudi modro majico (gorski cilji); in zmagal skupaj kar 6 etap, kar je več kot jih je denimo sloviti Eddy Merckx kadarkoli na posameznem Giru.
Na 111. izvedbi Dirki po Franciji je osvojil svojo tretjo skupno zmago na tej dirki in skupaj že četrto Grand Tour dirko v karieri, pred Vingegaardom (06:17) in Evenepoelom (09:18), dobil pa je kar 6 etap. In kot prvi nešprinter dobil tri zaporedne etape. Drugi pa je bil v razvrstitvi gorskih ciljev (pikčasta majica), v tej razvrstitvi je med 11. in 18. etapo vodil. S tem je šele kot osmi kolesar v zgodovini, v istem letu osvojil dvojček Giro–Tour.
Po daljšem, skoraj dvomesečnem premoru, se je septembra vrnil na obe kanadski (lavrencijski) klasiki. Najprej je na VN Québeca zasedel 7. mesto, potem ko se je uštel pri ciljnem šprintu. Potem pa je dva dni kasneje na VN Montréala, po 23 km solo pobegu suvereno in spet po dveh letih, tu že drugič zmagal.
Po neverjetnem pobegu kar 101 km pred ciljem (kar polovico od tega samostojno), je postal svetovni prvak na cestni dirki (kot prvi Slovenec sploh) v Zurichu in se zapisal v zgodovino, saj je šele kot tretji kolesar v zgodovini, za Eddijem Merckxom (1974) in Stephenom Rochejem (1987), osvojil tako cenjeno in najbolj prestižno lovoriko v kolesarstvu ki sploh obstaja, trojno krono in oblekel tako čislano mavrično majico, prvo za Slovenijo.
Sezono je zmagovito zaključil z tremi jesenskimi italijanskimi klasikami. Najprej je po solo pobegu kar 37 km pred ciljem, prvič v svoji karieri, osvojil mini klasiko dirke Po Emiliji. Nato je nastopil na še eni mini klasiki Tri doline Vareseja, ki so jo prvotno zaradi močnega dežja skrajšali za nekaj krogov, nato pa po 60 kilometrih vožnje zaradi nevzdržnih razmer in po posvetu z kolesarji, dirko dokončno odpovedali, kar je v svetu kolesarstva prava redkost. Za piko na i je po skoraj 50 kilometrskem pobegu sezono sklenil z 25 zmago na Dirki po Lombardiji, kjer je šele kot drugi v zgodovini uspel zmagati 4-krat zapored na enem izmed vseh petih spomenikov ter s tem izenačil rekord Fausto Coppija (1946, 1947, 1948, 1949). S to zmago na Lombardiji je osvojil že svoj 7 spomenik in že svojo 88 profesionalno zmago v karieri, s čimer se je takrat po zmagah izenačil s Primožem Rogličem.

### 2025: Druga Flandrija, tretji LBL, premierno na Roubaixu, četrti Tour
Sezono je začel z rekordno tretjo skupno zmago na etapni dirki Po Združenih arabskih emiratih. Nadaljeval je z že tretjo, prav tako rekordno zmago na enodnevni klasiki Strade Bianche, kjub zelo grdemu padcu pri veliki hitrosti na ostrem ovinku. Na nesojenem spomeniku Milano–San Remo pa spet ni uspel zmagati, saj je popustil v ciljnem šprintu. Nakar je sledila zmaga na Dirki po Flandriji, kar je že njegov osmi spomenik v karieri, ko se je večnemu tekmecu na največjih enodnevnih dirkah Mathieu van der Poelu, "maščeval" za poraz na dirki Milano–San Remo. 
En teden za tem se je odločil tudi za svoj prvi profesionalni nastop na dirki Pariz–Roubaix, na najslovitejši enodnevni klasiki na svetu in hkrati tretjem spomeniku sezone; kjub temu da so ga mnogi prepričevali v nasprotno, saj da je ta dirka preveč nevarna in z veliko možnostjo poškodb pred še bolj pomembnim Tourom je ta vseeno sprejel izziv in na koncu dosegel odlično drugo mesto; bil je v igri celo za zmago a je spregledal oster zavoj in vanj prehitro zapeljal, se prekucnil in ponovno v dvoboju z van der Poelom, dvakrat zamenjal kolo in s tem zgubil preveč časa.
Spomladanski del sezone je zaključil z ardenskim trojčkom. Najprej je na dirki Amstel Gold Race osvojil 2. mesto, potem ko je bil dolgo v samostojnem begu sta ga ujela Remco Evenepoel in Mattias Skjelmose; slednji je v zaključnem šprintu za las presenetljivo premagal oba in zmagal. Nato je sledila Valonska puščica, katero je kljub težkim razmeram (dežju in "mrazu") na slovitem zaključnem in izredno strmem vzponu Huy de Mur, nekaj sto metrov pred ciljem z solo pobegom zmagal, drugič v karieri. Za konec je sledila še tretja zmaga na spomeniku Liège–Bastogne–Liège, skupno že deveta na spomenikih. S tem dosežkom je postal prvi kolesar v zgodovini, ki se je na spomenikih šestkrat zapored uvrstil na stopničke.
Po malce daljšem premoru se je zmagoslavno vrnil na veliko enotedensko dirko Po Dofineji, kjer je slavil svojo prvo skupno zmago (zmagal pa je tudi tri etape) in osvojil še zeleno majico najboljšega po točkah. To je že njegova četrta različna osvojena velika enotedenska dirka (in peta skupno).
Zmagal je četrti Tour v karieri z štirimi etapnimi zmagami, tretjič je osvojil tudi pikčasto majico za najboljšega hribolazca. Prvič v karieri pa je vmes (2 dni) nosil tudi zeleno majico za najboljšega sprinterja. Vmes je tudi padel, a na srečo brez hujših posledic. Prva dva tedna na vetrovnem severu in kaotičnih ravninskih etapa, obeh kronometrih in Pirenejih. Zadnji teden (tudi v Alpah) pa je nekoliko popustil in veliko prednost bolj kot ne samo branil. V zadnji prestižni etapi v Parizu (Elizejskih poljanah) pa je spet zaživel in se vse do zadnjega boril za zmago, na koncu je bil četrti, Matej Mohorič pa tretji.

## Pomembnejša tekmovanja

### Grand Tour
| Od   | Tritedenske dirke | 2017 | 2018 | 2019 | 2020 | 2021 | 2022 | 2023 | 2024 | 2025 |
| ---- | ----------------- | ---- | ---- | ---- | ---- | ---- | ---- | ---- | ---- | ---- |
| 1909 | Dirka po Italiji  | —    | —    | —    | —    | —    | —    | —    | 1    | —    |
| 1903 | Dirka po Franciji | —    | —    | —    | 1    | 1    | 2    | 2    | 1    | 1    |
| 1935 | Dirka po Španiji  | —    | —    | 3    | —    | —    | —    | —    | —    | —    |

### Velike enotedenske dirke
| Od   | Velike enotedenske dirke | 2017 | 2018 | 2019 | 2020 | 2021 | 2022 | 2023 | 2024 | 2025 |
| ---- | ------------------------ | ---- | ---- | ---- | ---- | ---- | ---- | ---- | ---- | ---- |
| 1933 | Pariz–Nica               | —    | —    | —    | —    | —    | —    | 1    | —    | —    |
| 1966 | Tirreno–Adriatico        | —    | —    | —    | —    | 1    | 1    | —    | —    | —    |
| 1911 | Dirka po Kataloniji      | —    | —    | —    | NH   | —    | —    | —    | 1    | —    |
| 1924 | Dirka po Baskiji         | —    | —    | 6    | NH   | 3    | —    | —    | —    | —    |
| 1947 | Dirka po Romandiji       | —    | —    | —    | NH   | —    | —    | —    | —    | —    |
| 1947 | Auvergne−Rona−Alpe       | —    | —    | —    | 4    | —    | —    | —    | —    | 1    |
| 1933 | Dirka po Švici           | —    | —    | —    | NH   | —    | —    | —    | —    | —    |

### Enodnevne dirke
| Od   | Spomeniki                | 2017 | 2018 | 2019 | 2020 | 2021 | 2022 | 2023 | 2024 | 2025 |
| ---- | ------------------------ | ---- | ---- | ---- | ---- | ---- | ---- | ---- | ---- | ---- |
| 1907 | Milano–San Remo          | —    | —    | —    | 12   | —    | 5    | 4    | 3    | 3    |
| 1913 | Dirka po Flandriji       | —    | —    | —    | —    | —    | 4    | 1    | —    | 1    |
| 1896 | Pariz–Roubaix            | —    | —    | —    | NH   | —    | —    | —    | —    | 2    |
| 1892 | Liège–Bastogne–Liège     | —    | —    | 18   | 3    | 1    | —    | DNF  | 1    | 1    |
| 1905 | Dirka po Lombardiji      | —    | —    | —    | —    | 1    | 1    | 1    | 1    |      |
| Od   | Klasike                  | 2017 | 2018 | 2019 | 2020 | 2021 | 2022 | 2023 | 2024 | 2025 |
| 1945 | Omloop Het Nieuwsblad    | —    | —    | —    | —    | —    | —    | —    | —    | —    |
| 1945 | Kuurne–Bruselj–Kuurne    | —    | —    | —    | —    | —    | —    | —    | —    | —    |
| 2007 | Strade Bianche           | —    | —    | 30   | 13   | 7    | 1    | —    | 1    | 1    |
| 1876 | Milano–Torino            | —    | —    | —    | —    | 4    | —    | —    | —    | —    |
| 1977 | Klasika Brugge–De Panne  | —    | —    | —    | —    | —    | —    | —    | —    | —    |
| 1958 | E3 Saxo Bank Classic     | —    | —    | —    | NH   | —    | —    | 3    | —    | —    |
| 1934 | Gent–Wevelgem            | —    | —    | —    | —    | —    | —    | —    | —    | —    |
| 1945 | Skozi Flandrijo          | —    | —    | —    | NH   | —    | 10   | —    | —    | —    |
| 1907 | Scheldeprijs             | —    | —    | —    | —    | —    | —    | —    | —    | —    |
| 1961 | Brabantska puščica       | —    | —    | —    | —    | —    | —    | —    | —    | —    |
| 1966 | Amstel Gold Race         | —    | —    | DNF  | NH   | —    | —    | 1    | —    | 2    |
| 1936 | Valonska puščica         | —    | —    | 53   | 9    | DNS  | 12   | 1    | —    | 1    |
| 1962 | Eschborn–Frankfurt       | —    | —    | —    | NH   | —    | —    | —    | —    | —    |
| 1893 | Brussels Cycling Classic | —    | —    | —    | —    | —    | —    | —    | —    | —    |
| 1981 | Klasika San Sebastián    | —    | —    | DNF  | NH   | —    | DNF  | —    | —    | —    |
| 1996 | Hamburg Cyclassics       | —    | —    | —    | NH   | NH   | —    | —    | —    | —    |
| 1931 | Bretonska klasika        | —    | —    | —    | —    | DNF  | 89   | —    | —    | —    |
| 2010 | Velika nagrada Québeca   | —    | —    | —    | NH   | NH   | 24   | —    | 7    |      |
| 2010 | Velika nagrada Montréala | —    | —    | —    | NH   | NH   | 1    | —    | 1    |      |
| 1909 | Dirka po Emiliji         | —    | —    | —    | —    | DNF  | 2    | 2    | 1    |      |
| 1919 | Coppa Bernocchi          | —    | —    | —    | NH   | —    | —    | —    | —    |      |
| 1919 | Tri doline Vareseja      | —    | —    | —    | NH   | 3    | 1    | 5    | NR   |      |
| 1906 | Gran Piemonte            | —    | —    | —    | —    | —    | —    | —    | —    |      |
| 1896 | Pariz–Tours              | —    | —    | —    | —    | —    | —    | —    | —    |      |

### Domača dirka
| Od   | Dirka              | 2017 | 2018 | 2019 | 2020 | 2021 | 2022 | 2023 | 2024 | 2025 |
| ---- | ------------------ | ---- | ---- | ---- | ---- | ---- | ---- | ---- | ---- | ---- |
| 1993 | Dirka po Sloveniji | 5    | 4    | 4    | NH   | 1    | 1    | —    | —    | —    |

### Reprezentanca
| Od   | Olimpijske igre    | Olimpijske igre    | 2017    | 2018    | 2019    | 2020    | 2021 | 2022 | 2023 | 2024 | 2025 |
| ---- | ------------------ | ------------------ | ------- | ------- | ------- | ------- | ---- | ---- | ---- | ---- | ---- |
| 1896 |                    | Cestna dirka       | Ni bilo | Ni bilo | Ni bilo | Ni bilo | 3    | NH   | NH   | —    | NH   |
| 1912 | Kronometer         | —                  | Ni bilo | Ni bilo | Ni bilo | Ni bilo | —    | NH   | NH   |      | NH   |
| Od   | Svetovno prvenstvo | Svetovno prvenstvo | 2017    | 2018    | 2019    | 2020    | 2021 | 2022 | 2023 | 2024 | 2025 |
| 1927 |                    | Cestna dirka       | —       | —       | 18      | 33      | 37   | 19   | 3    | 1    |      |
| 1994 | Kronometer         | —                  | —       | —       | —       | 10      | 6    | 21   | —    |      |      |
| Od   | Evropsko prvenstvo | Evropsko prvenstvo | 2017    | 2018    | 2019    | 2020    | 2021 | 2022 | 2023 | 2024 | 2025 |
| 2016 |                    | Cestna dirka       | —       | —       | —       | —       | 5    | —    | —    | —    |      |
| 2016 | Kronometer         | —                  | —       | —       | —       | 12      | —    | —    | —    |      |      |
| Od   | Državno prvenstvo  | Državno prvenstvo  | 2017    | 2018    | 2019    | 2020    | 2021 | 2022 | 2023 | 2024 | 2025 |
| 1991 |                    | Cestna dirka       | —       | 6       | 7       | 2       | 5    | —    | 1    | —    | —    |
| 1991 | Kronometer         | 5                  | 2       | 1       | 1       | 3       | —    | 1    | —    | —    |      |

## Primerjava z Eddyjem Merckxom
Čeprav so se mnogi poznavalci kolesarstva takoj po prvi zmagi na Dirki po Franciji previdno izogibali primerjav z Merckxom. Njegov nekdanji glavni rival Greg LeMond, pa tudi nekdanji zmagovalci Toura in šampijoni kot so Lucien Van Impe, Laurent Fignon in Bernard Hinault pa so mnenja da je bil Pogačar, še preden je šel na svoj drugi Tour, nad nivojem Mercksa in Hinaulta. Takoj po 8. etapi drugega Toura na kateri je nastopil Pogi, je nekdanji zmagovalec dirke po Franciji Joop Zoetemelk, mladega Slovenca primerjal z Merckxom. Ko je Pogi dobil dirko po Franciji še drugič zapored, ga je sam Eddy Merckx v skladu z svojim vzdevkom, poimenoval "novi kanibal" in nadaljeval, da če ne bo imel resnejših poškodb, lahko Pogačar Francijo osvoji več kot pet krat. Merckx je še dodal, da so že veliko kolesarjev primerjali z njim, a da kasneje noben ni zares upravičil tega slovesa, Pogačar pa da je resnično na pravi poti, glede na to kaj vse je že osvojil, kljub svoji mladosti. Ernesto Colnago pa je rekel, da bo Pogačar edini, ki se bo lahko primerjal z Merckxom.

## Rezultati
2015
8.mesto Course de la Paix Juniors
2016
1.mesto  Kronometer, Mladinski državni prvak
1.mesto  Skupno Giro della Lunigiana
1.mesto  Razvrstitev po točkah
zmagal eno etapo (št.3)
1.mesto Etapa 2b Course de la Paix Juniors
3.mesto  Cestna dirka, UEC Ev. mlad. prvenstvo v cestni vožnji
3.mesto MO Cristiano Floriani MO Ferramenta Mazzero
3.mesto Montichiari - Roncone
6.mesto skupno Tour du Pays de Vaud
7.mesto G.P. Sportivi Sovilla-La Piccola SanRemo
7.mesto Trofeo Emilio Paganessi
2017
2.mesto Raiffeisen Grand Prix
3.mesto Kronometer, Državno prvenstvo v kronometru U23
3.mesto Skupno Dirka po Madžarski
4.mesto Skupno Istrska pomlad
5.mesto Skupno Dirka po Sloveniji
1.mesto  Najboljši mladi kolesar
5.mesto Skupno Carpathian Couriers Race
1.mesto  Najboljši mladi kolesar
7.mesto Piccolo Giro di Lombardia
8.mesto GP Laguna
9.mesto GP Capodarco
9.mesto Hrvaška - Slovenija
10.mesto Giro del Belvedere
2018
1.mesto  Državni prvak v ciklokrosu
Državno prvenstvo U23
1.mesto  Cestna dirka
1.mesto  Kronometer
1.mesto  Skupno Tour de l'Avenir
1.mesto  Skupno Grand Prix Priessnitz spa
1.mesto  Gorski cilji
1.mesto  Najboljši mladi kolesar
zmagal eno etapo (št.3)
1.mesto  Skupno Giro del Friuli-Venezia Giulia
1.mesto  Najboljši mladi kolesar
1.mesto Trofeo Gianfranco Bianchin
2.mesto Gran Premio Palio del Recioto
2.mesto Kronometer, Državno prvenstvo v kronometru
3.mesto Skupno Istrska pomlad
4.mesto Skupno Dirka po Sloveniji
1.mesto  Najboljši mladi kolesar
4.mesto Trofej Poreč
4.mesto Raiffeisen Grand Prix
5.mesto GP Laguna
7.mesto SP v cestni dirki do U-23
8.mesto Giro del Belvedere
2019 (8 zmag)
Državno prvenstvo
1.mesto  Kronometer
1.mesto  Skupno Dirka po Kaliforniji
1.mesto  Najboljši mladi kolesar
zmagal eno etapo (št.6)
1.mesto  Skupno Volta ao Algarve
1.mesto  Najboljši mladi kolesar
zmagal eno etapo (št.2)
3.mesto Skupno Vuelta a España
1.mesto  Najboljši mladi kolesar
zmagal tri etape (št.9, 13 in 20)
4.mesto Skupno Dirka po Sloveniji
1.mesto  Najboljši mladi kolesar
6.mesto Skupno Dirka po Baskiji
1.mesto  Najboljši mladi kolesar
6.mesto GP Miguel Induráin
7.mesto Gran Premio di Lugano
2020 (9 zmag)
Državno prvenstvo
1.mesto  Kronometer
2.mesto cestna dirka
1.mesto  Skupno Dirka po Franciji
1.mesto  Gorski cilji
1.mesto  Najboljši mladi kolesar
zmagal tri etape (št. 9, 15 & 20-kronometer)
1.mesto  Skupno Volta a la Comunitat Valenciana
1.mesto  Najboljši mladi kolesar
zmagal dve etapi (št.2 in 4)
2.mesto Skupno Dirka po Združenih arabskih emiratih
1.mesto  Najboljši mladi kolesar
zmagal eno etapo (št.5)
3.mesto Liège–Bastogne–Liège
4.mesto Skupno Dirka po Dofineji
9.mesto Valonska puščica
2021 (13 zmag)
1.mesto  Skupno Dirka po Franciji
1.mesto  Gorski cilji
1.mesto  Najboljši mladi kolesar
zmagal tri etape (št.5-kronometer, 17 in 18)
1.mesto  Skupno Tirreno–Adriatico
1.mesto  Gorski cilji
1.mesto  Najboljši mladi kolesar
zmagal eno etapo (št.4)
1.mesto  Skupno Dirka po Združenih arabskih emiratih
1.mesto  Najboljši mladi kolesar
zmagal eno etapo (št.3)
1.mesto  Skupno Dirka po Sloveniji
1.mesto  Gorski cilji
zmagal eno etapo (št.2)
1.mesto Liège–Bastogne–Liège
1.mesto Dirka po Lombardiji
3.mesto  Cestna dirka, Olimpijske igre
Državno prvenstvo
3.mesto Kronometer
5.mesto Cestna dirka
3.mesto Skupno Dirka po Baskiji
zmagal eno etapo (št.3)
3.mesto Tre Valli Varesine
4.mesto Milano–Torino
5.mesto Cestna dirka, UEC Evropsko prvenstvo
7.mesto Strade Bianche
10.mesto Kronometer, UCI Svetovno prvenstvo
2022 (16 zmag)
1.mesto  Skupno Tirreno–Adriatico
1.mesto  Najboljši šprinter
1.mesto  Najboljši mladi kolesar
zmagal dve etapi (št.4 in 6)
1.mesto  Skupno Dirka po Združenih arabskih emiratih
1.mesto  Najboljši mladi kolesar
zmagal dve etapi (št.4 in 7)
1.mesto  Skupno Dirka po Sloveniji
1.mesto  Najboljši šprinter
zmagal dve etapi (št.3 in 5)
1.mesto Dirka po Lombardiji
1.mesto Strade Bianche
1.mesto Velika nagrada Montréala
1.mesto Tre Valli Varesine
2.mesto Skupno Dirka po Franciji
1.mesto  Najboljši mladi kolesar
zmagal tri etape (št. 6, 7 in 17)
v  vodilnega skupna na petih etapah (št.6, 7, 8, 9, 10)
2.mesto Giro dell'Emilia
4.mesto Dirka po Flandriji
5.mesto Milano–San Remo
6.mesto Kronometer, UCI Svetovno prvenstvo
10.mesto Skozi Flandrijo
2023 (17 zmag)
Državno prvenstvo
1.mesto  Cestna dirka
1.mesto  Kronometer
1.mesto  Skupno Pariz–Nica
1.mesto  Najboljši šprinter
1.mesto  Najboljši mladi kolesar
zmagal tri etape (št.4, 7 in 8)
1.mesto  Skupno Vuelta a Andalucía
1.mesto  Najboljši sprinter
zmagal tri etape (št.1, 2 in 4)
1.mesto Dirka po Flandriji
1.mesto Dirka po Lombardiji
1.mesto Amstel Gold Race
1.mesto Valonska puščica
1.mesto Clásica Jaén Paraíso Interior
2.mesto Skupno Dirka po Franciji
1.mesto  Najboljši mladi kolesar
zmagal dve etapi (št. 6 in 20)
2.mesto Giro dell'Emilia
3.mesto  cestna dirka, UCI Svetovno prvenstvo
3.mesto E3 Saxo Classic
3.mesto Coppa Sabatini
4.mesto Milano–San Remo
4.mesto Giro della Toscana
5.mesto Tre Valli Varesine
2024 (25 zmag)
1.mesto Strade Bianche
1.mesto Skupno Dirka po Kataloniji
1.mesto  Po točkah
1.mesto  Gorski cilji
zmagal štiri etape (št.2, 3, 6 in 7)
1.mesto Liège–Bastogne–Liège
1.mesto  Skupno Dirka po Italiji
1.mesto  Gorski cilji
zmagal šest etap (št.2, 7 (ITT), 8, 15, 16 in 20)
1.mesto  Skupno Dirka po Franciji
 Gorski cilji
zmagal šest etap (št.4, 14, 15, 19, 20 in 21)
1.mesto Velika nagrada Montréala
1.mesto Svetovno prvenstvo (Cestna dirka v Zürichu)
1.mesto Dirka po Emiliji
1.mesto Dirka po Lombardiji
3.mesto Milano–San Remo
7.mesto Velika nagrada Québeca
2025 (16 zmag)
1.mesto  Skupno Dirka po Združenih arabskih emiratih
zmagal dve etapi (št.3 in 7)
1.mesto Dirka po Flandriji
1.mesto Liège–Bastogne–Liège
1.mesto Strade Bianche
1.mesto Valonska puščica
1.mesto  Skupno Dirka po Dofineji
zmagal tri etape (št.1, 6 in 7)
2.mesto Pariz–Roubaix
2.mesto Amstel Gold Race
3.mesto Milano–San Remo
1. mesto  Skupno Dirka po Franciji
 Gorski cilji
zmagal štiri etape (št. 4, 7, 12 in 13)

## Statistika

### Etapne dirke
Vse končne osvojene majice (in skupno število dni v njih), ter vse etapne in skupne zmage.
| Dirka                        | Skupno     | Po točkah | Gorski cilji | Mladi kolesar | Etapne zmage | Skupne zmage |
| ---------------------------- | ---------- | --------- | ------------ | ------------- | ------------ | ------------ |
| ↓ GRAND TOUR ↓               |            |           |              |               |              |              |
| Dirka po Italiji             | · (20 dni) | —         | · (20 dni)   | —             | 6            | 1            |
| Dirka po Franciji            | · (54 dni) | — (2 dni) | · (26 dni)   | · (75 dni)    | 21           | 4            |
| Dirka po Španiji             | —          | —         | —            | · (7 dni)     | 3            | —            |
| Skupaj                       | 74 dni     | 2 dni     | 46 dni       | 82 dni        | 30 etap      | 5 zmag       |
| ↓ VELIKE ENOTEDENSKE DIRKE ↓ |            |           |              |               |              |              |
| Pariz–Nica                   | · (5 dni)  | · (3 dni) | —            | · (7 dni)     | 3            | 1            |
| Tirreno–Adriatico            | · (8 dni)  | (4 dni)   | · (4 dni)    | · (9 dni)     | 3            | 2            |
| Dirka po Kataloniji          | (6 dni)    | (6 dni)   | (6 dni)      | —             | 4            | 1            |
| Dirka po Baskiji             | —          | —         | — (4 dni)    | (1 dan)       | 1            | —            |
| Auvergne−Rona−Alpe           | · (4 dni)  | · (3 dni) | — (1 dan)    | —             | 3            | 1            |
| Skupaj                       | 23 dni     | 16 dni    | 15 dni       | 17 dni        | 14 etap      | 5 zmag       |

- Na velikih enotedenskih dirkah po Romandiji in Švici ni še nikoli nastopal.

### Prestižne enodnevne dirke
| Uvrstitev | Dirka                    | Tekmovanje   | Leto                   |
| --------- | ------------------------ | ------------ | ---------------------- |
| Bron      | Olimpijske igre          | cestna dirka | Tokio (2021)           |
| Zlato     | Svetovno prvenstvo       | cestna dirka | Zürich (2024)          |
| Bron      | Svetovno prvenstvo       | cestna dirka | Glasgow (2023)         |
| 1 x prvak | Državno prvenstvo        | cestna dirka | Radovljica (2023)      |
| 3 x prvak | Državno prvenstvo        | kronometer   | Ljubljana (2019)       |
| 3 x prvak | Državno prvenstvo        | kronometer   | Pokljuka (2020, 2023)  |
| 9 zmag    | Dirka po Flandriji       | spomeniki    | 2023, 2025             |
| 9 zmag    | Liège–Bastogne–Liège     | spomeniki    | 2021, 2024, 2025       |
| 9 zmag    | Dirka po Lombardiji      | spomeniki    | 2021, 2022, 2023, 2024 |
| 10 zmag   | Strade Bianche           | klasike      | 2022, 2024, 2025       |
| 10 zmag   | Amstel Gold Race         | klasike      | 2023                   |
| 10 zmag   | Valonska puščica         | klasike      | 2023, 2025             |
| 10 zmag   | Velika nagrada Montréala | klasike      | 2022, 2024             |
| 10 zmag   | Dirka po Emiliji         | klasike      | 2024                   |
| 10 zmag   | Tri doline Vareseja      | klasike      | 2022                   |

### Izjemni dosežki
- z 26 leti in 309 dnevi starosti je postal najmlajši 4-kratni zmagovalec Dirke po Franciji.
- eden izmed 3 kolesarjev v zgodovini, ki so osvojili trojno krono (Giro + Tour + SP v istem letu).
- eden izmed 8 kolesarjev v zgodovini, ki so v istem istem koledarskem letu osvojili dvojček Giro–Tour.
- eden izmed 114 kolesarjev v zgodovini, ki so dosegli etapne zmage na vseh treh tritedenskih Grand Tour dirkah.
- prvi in edini v zgodovini, ki je na svojih prvih 8 zaporednih Grand Tour nastopih vselej stal na zmagovalnih stopničkah.
- osvojil je skupno 11 seštevkov (4-krat rumeno, 3-krat pikčasto in 4-krat belo majico), največ v zgodovini Dirke po Franciji.
- prvi in edini kolesar v zgodovini, ki je v istem letu osvojil Giro, Tour, Cestno dirko svetovnega prvenstva in vsaj 2 spomenika.
- prvi in edini v zgodovini, ki je 6 let zapored (med 2020 in 2025) v končnem seštevku stal na zmagovalnem odru Dirke po Franciji.

### Ostalo
- 104 profesionalne zmage
- 9 skupno osvojenih spomenikov
- 5 skupno osvojenih Grand Tour dirk
- 5 skupno osvojenih velikih enotedenskih dirkh

## Profesionalne zmage (104)
V poudarjenem tonu skupne zmage etapnih dirk, v rumenkastem pa enodnevne. 
| Leto | Zmaga | Dirka                                | Opomba          | Serija                 |
| ---- | ----- | ------------------------------------ | --------------- | ---------------------- |
| 2019 | 1.    | Volta ao Algarve                     | 2. etapa        | UCI Europe Tour (2.HC) |
| 2019 | 2.    | Volta ao Algarve                     | Skupno          | UCI Europe Tour (2.HC) |
| 2019 | 3.    | Dirka po Kaliforniji                 | 6. etapa        | UCI World Tour (2)     |
| 2019 | 4.    | Dirka po Kaliforniji                 | Skupno          | UCI World Tour (2)     |
| 2019 | 5.    | Državno prvenstvo v vožnji na čas    | Enodnevna       | Državno prvenstvo      |
| 2019 | 6.    | Dirka po Španiji                     | 9. etapa        | UCI World Tour (2)     |
| 2019 | 7.    | Dirka po Španiji                     | 13. etapa       | UCI World Tour (2)     |
| 2019 | 8.    | Dirka po Španiji                     | 20. etapa       | UCI World Tour (2)     |
| 2020 | 9.    | Volta a la Comunitat Valenciana      | 2. etapa        | UCI ProSeries (2)      |
| 2020 | 10.   | Volta a la Comunitat Valenciana      | 4. etapa        | UCI ProSeries (2)      |
| 2020 | 11.   | Volta a la Comunitat Valenciana      | Skupno          | UCI ProSeries (2)      |
| 2020 | 12.   | Dirka po Združenih arabskih emiratih | 5. etapa        | UCI World Tour (2)     |
| 2020 | 13.   | Državno prvenstvo v vožnji na čas    | Enodnevna       | Državno prvenstvo      |
| 2020 | 14.   | Dirka po Franciji                    | 9. etapa        | UCI World Tour (2)     |
| 2020 | 15.   | Dirka po Franciji                    | 15. etapa       | UCI World Tour (2)     |
| 2020 | 16.   | Dirka po Franciji                    | 20. etapa (ITT) | UCI World Tour (2)     |
| 2020 | 17.   | Dirka po Franciji                    | Skupno          | UCI World Tour (2)     |
| 2021 | 18.   | Dirka po Združenih arabskih emiratih | 3. etapa        | UCI World Tour (2)     |
| 2021 | 19.   | Dirka po Združenih arabskih emiratih | Skupno          | UCI World Tour (2)     |
| 2021 | 20.   | Tirreno–Adriatico                    | 4. etapa        | UCI World Tour (2)     |
| 2021 | 21.   | Tirreno–Adriatico                    | Skupno          | UCI World Tour (2)     |
| 2021 | 22.   | Dirka po Baskiji                     | 3. etapa        | UCI World Tour (2)     |
| 2021 | 23.   | Liège–Bastogne–Liège                 | Spomenik        | UCI World Tour (1)     |
| 2021 | 24.   | Dirka po Sloveniji                   | 2. etapa        | UCI ProSeries (2)      |
| 2021 | 25.   | Dirka po Sloveniji                   | Skupno          | UCI ProSeries (2)      |
| 2021 | 26.   | Dirka po Franciji                    | 5. etapa (ITT)  | UCI World Tour (2)     |
| 2021 | 27.   | Dirka po Franciji                    | 17. etapa       | UCI World Tour (2)     |
| 2021 | 28.   | Dirka po Franciji                    | 18. etapa       | UCI World Tour (2)     |
| 2021 | 29.   | Dirka po Franciji                    | Skupno          | UCI World Tour (2)     |
| 2021 | 30.   | Dirka po Lombardiji                  | Spomenik        | UCI World Tour (1)     |
| 2022 | 31.   | Dirka po Združenih arabskih emiratih | 4. etapa        | UCI World Tour (2)     |
| 2022 | 32.   | Dirka po Združenih arabskih emiratih | 7. etapa        | UCI World Tour (2)     |
| 2022 | 33.   | Dirka po Združenih arabskih emiratih | Skupno          | UCI World Tour (2)     |
| 2022 | 34.   | Strade Bianche                       | Enodnevna       | UCI World Tour (1)     |
| 2022 | 35.   | Tirreno–Adriatico                    | 4. etapa        | UCI World Tour (2)     |
| 2022 | 36.   | Tirreno–Adriatico                    | 6. etapa        | UCI World Tour (2)     |
| 2022 | 37.   | Tirreno–Adriatico                    | Skupno          | UCI World Tour (2)     |
| 2022 | 38.   | Dirka po Sloveniji                   | 3. etapa        | UCI ProSeries (2)      |
| 2022 | 39.   | Dirka po Sloveniji                   | 5. etapa        | UCI ProSeries (2)      |
| 2022 | 40.   | Dirka po Sloveniji                   | Skupno          | UCI ProSeries (2)      |
| 2022 | 41.   | Dirka po Franciji                    | 6. etapa        | UCI World Tour (2)     |
| 2022 | 42.   | Dirka po Franciji                    | 7. etapa        | UCI World Tour (2)     |
| 2022 | 43.   | Dirka po Franciji                    | 17. etapa       | UCI World Tour (2)     |
| 2022 | 44.   | Velika nagrada Montréala             | Enodnevna       | UCI World Tour (1)     |
| 2022 | 45.   | Tri doline Vareseja                  | Enodnevna       | UCI ProSeries (1)      |
| 2022 | 46.   | Dirka po Lombardiji                  | Spomenik        | UCI World Tour (1)     |
| 2023 | 47.   | Clásica Jaén Paraíso Interior        | Enodnevna       | UCI Europe Tour (1.1)  |
| 2023 | 48.   | Vuelta a Andalucía                   | 1. etapa        | UCI ProSeries (2)      |
| 2023 | 49.   | Vuelta a Andalucía                   | 2. etapa        | UCI ProSeries (2)      |
| 2023 | 50.   | Vuelta a Andalucía                   | 4. etapa        | UCI ProSeries (2)      |
| 2023 | 51.   | Vuelta a Andalucía                   | Skupno          | UCI ProSeries (2)      |
| 2023 | 52.   | Pariz–Nica                           | 4. etapa        | UCI World Tour (2)     |
| 2023 | 53.   | Pariz–Nica                           | 7. etapa        | UCI World Tour (2)     |
| 2023 | 54.   | Pariz–Nica                           | 8. etapa        | UCI World Tour (2)     |
| 2023 | 55.   | Pariz–Nica                           | Skupno          | UCI World Tour (2)     |
| 2023 | 56.   | Dirka po Flandriji                   | Spomenik        | UCI World Tour (1)     |
| 2023 | 57.   | Amstel Gold Race                     | Enodnevna       | UCI World Tour (1)     |
| 2023 | 58.   | Valonska puščica                     | Enodnevna       | UCI World Tour (1)     |
| 2023 | 59.   | Državno prvenstvo v vožnji na čas    | Enodnevna       | Državno prvenstvo      |
| 2023 | 60.   | Državno prvenstvo v cestni dirki     | Enodnevna       | Državno prvenstvo      |
| 2023 | 61.   | Dirka po Franciji                    | 6. etapa        | UCI World Tour (2)     |
| 2023 | 62.   | Dirka po Franciji                    | 20. etapa       | UCI World Tour (2)     |
| 2023 | 63.   | Dirka po Lombardiji                  | Spomenik        | UCI World Tour (1)     |
| 2024 | 64.   | Strade Bianche                       | Enodnevna       | UCI World Tour (1)     |
| 2024 | 65.   | Dirka po Kataloniji                  | 2. etapa        | UCI World Tour (2)     |
| 2024 | 66.   | Dirka po Kataloniji                  | 3. etapa        | UCI World Tour (2)     |
| 2024 | 67.   | Dirka po Kataloniji                  | 6. etapa        | UCI World Tour (2)     |
| 2024 | 68.   | Dirka po Kataloniji                  | 7. etapa        | UCI World Tour (2)     |
| 2024 | 69.   | Dirka po Kataloniji                  | Skupno          | UCI World Tour (2)     |
| 2024 | 70.   | Liège–Bastogne–Liège                 | Spomenik        | UCI World Tour (1)     |
| 2024 | 71.   | Dirka po Italiji                     | 2. etapa        | UCI World Tour (2)     |
| 2024 | 72.   | Dirka po Italiji                     | 7. etapa (ITT)  | UCI World Tour (2)     |
| 2024 | 73.   | Dirka po Italiji                     | 8. etapa        | UCI World Tour (2)     |
| 2024 | 74.   | Dirka po Italiji                     | 15. etapa       | UCI World Tour (2)     |
| 2024 | 75.   | Dirka po Italiji                     | 16. etapa       | UCI World Tour (2)     |
| 2024 | 76.   | Dirka po Italiji                     | 20. etapa       | UCI World Tour (2)     |
| 2024 | 77.   | Dirka po Italiji                     | Skupno          | UCI World Tour (2)     |
| 2024 | 78.   | Dirka po Franciji                    | 4. etapa        | UCI World Tour (2)     |
| 2024 | 79.   | Dirka po Franciji                    | 14. etapa       | UCI World Tour (2)     |
| 2024 | 80.   | Dirka po Franciji                    | 15. etapa       | UCI World Tour (2)     |
| 2024 | 81.   | Dirka po Franciji                    | 19. etapa       | UCI World Tour (2)     |
| 2024 | 82.   | Dirka po Franciji                    | 20. etapa       | UCI World Tour (2)     |
| 2024 | 83.   | Dirka po Franciji                    | 21. etapa       | UCI World Tour (2)     |
| 2024 | 84.   | Dirka po Franciji                    | Skupno          | UCI World Tour (2)     |
| 2024 | 85.   | Velika nagrada Montréala             | Enodnevna       | UCI World Tour (1)     |
| 2024 | 86.   | Zürich                               | Enodnevna       | Svetovno prvenstvo     |
| 2024 | 87.   | Dirka po Emiliji                     | Enodnevna       | UCI ProSeries (1)      |
| 2024 | 88.   | Dirka po Lombardiji                  | Spomenik        | UCI World Tour (1)     |
| 2025 | 89.   | Dirka po Združenih arabskih emiratih | 3. etapa        | UCI World Tour (2)     |
| 2025 | 90.   | Dirka po Združenih arabskih emiratih | 7. etapa        | UCI World Tour (2)     |
| 2025 | 91.   | Dirka po Združenih arabskih emiratih | Skupno          | UCI World Tour (2)     |
| 2025 | 92.   | Strade Bianche                       | Enodnevna       | UCI World Tour (1)     |
| 2025 | 93.   | Dirka po Flandriji                   | Spomenik        | UCI World Tour (1)     |
| 2025 | 94.   | Valonska puščica                     | Enodnevna       | UCI World Tour (1)     |
| 2025 | 95.   | Liège–Bastogne–Liège                 | Spomenik        | UCI World Tour (1)     |
| 2025 | 96.   | Dirka po Dofineji                    | 1. etapa        | UCI World Tour (2)     |
| 2025 | 97.   | Dirka po Dofineji                    | 6. etapa        | UCI World Tour (2)     |
| 2025 | 98.   | Dirka po Dofineji                    | 7. etapa        | UCI World Tour (2)     |
| 2025 | 99.   | Dirka po Dofineji                    | Skupno          | UCI World Tour (2)     |
| 2025 | 100.  | Dirka po Franciji                    | 4. etapa        | UCI World Tour (2)     |
| 2025 | 101.  | Dirka po Franciji                    | 7. etapa        | UCI World Tour (2)     |
| 2025 | 102.  | Dirka po Franciji                    | 12. etapa       | UCI World Tour (2)     |
| 2025 | 103.  | Dirka po Franciji                    | 13. etapa (ITT) | UCI World Tour (2)     |
| 2025 | 104.  | Dirka po Franciji                    | Skupno          | UCI World Tour (2)     |

## Odlikovanja in nagrade
Doma in po svetu je prejel številne nagrade oz. nominacije za najboljšega kolesarja ali športnika leta. Upoštevani so le Top 10 rezultati:

### Nagrade
- Vélo d'Or (2021, 2024) – prestižno "Zlato kolo" za najboljšega svetovnega kolesarja leta, ki jo podeljuje francoski časopis Vélo Magazine.[34]
- Mednarodni flandrijski kolesar leta (2021, 2022) – nagrada, ki jo podeljuje belgijsko flamski časopis Het Nieuwsblad.[35][36]
- Trofeja Eddya Merckxa (2024) – najboljši svetovni kolesar leta na enodnevnih klasikah, ki jo podeljuje Vélo Magazine.
- Rogovo zlato kolo (2021, 2022, 2024) – za slovenskega kolesarja sezone, ki jo konec vsake sezone podeli kolesarsko društvo KD Rog.[37]
- Slovenski kolesar leta (2020, 2021, 2022, 2023, 2024) – nagrada, ki jo na gala "Večeru zvezd" podeljuje Kolesarska zveza Slovenije.
- Slovenski športnik leta (2021, 2023, 2024) – nagrada, ki jo podeljuje in izglasuje Društvo športnih novinarjev Slovenije.
- Izstopajoča mlada športna osebnost leta v Sloveniji (2018) – nagrada podeljena v okviru Slovenskega športnika leta.

### Nominacije
- Laureus World Sportsman of the Year (2021) - prestižna nominacija Lauerus za najboljšega svetovnega športnika leta (športni oskar).
- Vélo d'Or (2020, 2022, 2023) – za "Zlato kolo" za najboljšega svetovnega kolesarja leta, ki jo podeljuje francoski Vélo Magazine.
- Trofeja Eddya Merckxa (2023) – nominiran (drugi) za svetovnega kolesarja leta na enodnevnih klasikah, ki jo podeljuje Vélo Magazine.
- Najboljši športnik Evrope (2020, 2021, 2024) – nominiran (sedmo, šesto in drugo mesto) za nagrado poljske tiskovne agencije (PAP).
- Laureus Breakthrough Award of the Year (2021) - nominacija za nagrado za Laureusov svetovni športni preboj leta.
- Slovenski športnik leta (2019, 2020, 2022) – nominiran za nagrado, ki jo podeljuje Društvo športnih novinarjev Slovenije.

### Odlikovanje
- Zlati red za zasluge (2021) – za izjemne športne dosežke, uveljavljanje Slovenije na svetovnem športnem prizorišču in navdih ljudem.[38]

## Večna lestvica
Najboljši kolesarji vseh časov po 2 lestvicah. 
| Uvrstitev | Lestvica            | Točke  |        |
| --------- | ------------------- | ------ | ------ |
| 8.        | procyclingstats.com | 1718   | [ 39 ] |
| 8.        | cyclingranking.com  | 36.314 | [ 40 ] |